# Panza de burro (novela)
Panza de burro, publicada en 2020, es una novela escrita por Andrea Abreu, ganadora del  Premio Dulce Chacón de Narrativa Española y del Premio Primera Novela de Chambéry.  

## Contexto
La autora, periodista y poeta además, aborda en sus novelas una gran variedad de temas, entre los que están el feminismo, el género y las identidades. Su estética está inspirada en el realismo social. Panza de Burro fue su primera novela.
El lenguaje usado es coloquial que rompe la sintaxis con expresiones que reflejan el habla del barrio de las protagonistas que es también el de la autora. Lo hace con el lenguaje y expresiones que ella empleaba de niña, copiado de su abuela. El título de la novela alude al cielo nublado o mar de nubes que puede verse en El puerto de la Cruz durante muchos días del verano.

## Sinopsis
La novela narra la historia de dos amigas de trece años que viven en un pequeño pueblo al norte de Tenerife. Durante las vacaciones de verano, sueñan con algo casi imposible, disfrutar del sol y la playa. Pero nadie puede llevarlas a la playa; así que las niñas inventan sus propios juegos y aventuras. Esta amistad se fusiona también con el descubrimiento de la vida sexual y de un deseo lésbico ambiguo, entre vergüenza y confusión. La novela desmitifica la visión de niñas angelicales e inocentes con la introducción de elementos sexuales explícitos. La narradora es una de las niñas, la más tímida e infantil, admiradora de su amiga Isora.

## Reconocimientos
- Fue la ganadora del XVI Premio Dulce Chacón de Narrativa Española, concedido por el Ayuntamiento de Zafra a la mejor obra en castellano impresa y editada el año anterior, en 2021.[6]
- Premio Primera Novela de Chambéry.[5]

## Adaptaciones
- En 2024 la compañía Delirium Teatro realizó una adaptación teatral programada por el Cabildo de Lanzarote.[7]